# Neotheronia tuberculata
Neotheronia tuberculata är en stekelart som beskrevs av Krieger 1905. Neotheronia tuberculata ingår i släktet Neotheronia och familjen brokparasitsteklar. Inga underarter finns listade i Catalogue of Life.